# Republic Seabee
Die Republic Seabee ist ein amphibisches Ganzmetall-Kleinflugzeug. Sie wurde von Percival Spencer entworfen und von der Republic Aviation Company hergestellt.
| Republic RC-3 Seabee                                   | Republic RC-3 Seabee                                    |                                     |
| ------------------------------------------------------ | ------------------------------------------------------- | ----------------------------------- |
| Republic RC-3 Seabee                                   |                                                         |                                     |
| Beschreibung                                           |                                                         |                                     |
| Aufgabe                                                | Ganzmetall-Amphibienflugzeug, zivil                     | Ganzmetall-Amphibienflugzeug, zivil |
| Hersteller                                             | Republic Aviation Company                               | Republic Aviation Company           |
| Stückkosten                                            | $6000 (1946), $60.000+ (2006)                           | $6000 (1946), $60.000+ (2006)       |
| Erstflug                                               | 1. Dezember 1945                                        | 1. Dezember 1945                    |
| Besatzung                                              | 1 Pilot, 3 Passagiere                                   | 1 Pilot, 3 Passagiere               |
| Abmessungen                                            |                                                         |                                     |
| Länge                                                  | 8,5 m                                                   |                                     |
| Höhe                                                   | 3,1 m                                                   |                                     |
| Spannweite                                             | 11,5 m                                                  |                                     |
| Flügelfläche                                           | 18,2 m²                                                 |                                     |
| Leistungsdaten                                         |                                                         |                                     |
| Leermasse                                              | 993 kg                                                  |                                     |
| max. Startmasse                                        | 1.429 kg                                                |                                     |
| Höchstgeschwindigkeit (vne)                            | 129 knots / 238 km/h                                    |                                     |
| Reisegeschwindigkeit (vc)                              | 90 knots / 166 km/h                                     |                                     |
| Stallgeschwindigkeit mit Klappen (vS0 )                | 50 knots / 93 km/h                                      |                                     |
| Reichweite                                             | 850 km                                                  |                                     |
| Dienstgipfelhöhe                                       | 12.000 ft / 4.000 m                                     |                                     |
| Steigrate                                              | 700 ft/min                                              |                                     |
| Startstrecke bei Maximalbeladung                       | 244 m (Land) 305 m (Wasser)                             |                                     |
| Originaltriebwerke                                     |                                                         |                                     |
| 1 × Franklin 6A8-215-B8F oder 1 × Franklin 6A8-215-B9F | 6-Zylinder-Boxermotor, luftgekühlt, 215 PS bei 2500/min |                                     |

## Ursprung
Die Seabee ist ein Entwurf von Percival Spencer, einem Luftfahrtpionier, der bereits kurz nach seinem 17. Geburtstag im Jahr 1911 seinen ersten Hanggleiter baute. Er benutzte damals Pläne aus dem Magazin „Popular Mechanics“. Am 15. Mai 1914 führte er seinen ersten angetriebenen Flug in einer Curtiss Flying Boat durch. Vielleicht begründete dies sein Interesse an amphibischen Flugzeugkonzepten, welches zur Entwicklung der Seabee führte.
1937 entwarf er zusammen mit dem Sikorsky-Ingenieur Vincent A. Larsen ein erstes rein amphibisches Flugzeug, das Spencer-Larsen SL-12C. Die Entwicklung des Flugzeugs kam jedoch nur sehr langsam voran. Im September 1940 beendete Spencer die Zusammenarbeit und widmete sich seiner eigenen Firma. Sein erstes Flugzeug wurde die Spencer S-12 Air-Car-Amphibian.
Die Entwicklung der S-12 begann Anfang März 1941, und die kleine, zweisitzige S-12 (NX29098) machte ihren Erstflug am 8. August 1941. Die S-12 ist eine stoffbespannte Schulterdecker-Amphibienkonstruktion in einer einzigartigen Kastenbauweise, mit Druckpropellerantrieb und einem langen, schmalen Heckrumpf.
Im Dezember 1941 legte Spencer die S-12 beiseite, um die Kriegsbemühungen als Testpilot für die Republic Aviation Company zu unterstützen. Bis 1943 testete er insgesamt 134 P-47 Thunderbolt. Im April 1943 verließ Spencer die Republic Aviation Company, um sich der Mills Novelty Company von Chicago, Illinois anzuschließen, die seine S-12 zu Promotionzwecken einsetzen wollte. Spencer nutzte die Holzfertigungsanlagen der Firma um eine neue, eiförmige Kabine für die S-12 zu bauen und stellte das Flugzeug seinem ehemaligen Arbeitgeber, der Republic Aviation Company, vor. Das Potenzial der Maschine als perfektes Sportflugzeug erkennend, kaufte Republic die Pläne im Dezember 1943 und begann sofort mit der Entwicklung einer Ganzmetallversion, dem Modell RC-1. Den Erstflug absolvierte die erste RC-1 (NX41816) am 30. November 1944 mit Spencer als Testpilot.
Das Flugzeug wurde noch im Dezember in St. Louis, Missouri, vorgeführt, und Ende 1944 hatte Republic bereits 1.972 Zivilaufträge für das $3.500-Flugzeug erhalten. Das Flugzeug wurde auch dem Marine- und Armee-Luft-Korps gezeigt. Beide Abteilungen waren von dem Design angetan, und am 19. Februar 1945 bewilligte die Marine der Republic Aviation Company das Recht, den Namen „Seabee“ für die Zivilversion zu verwenden. Die Armee erteilte einen großen Auftrag für das Flugzeug, das fortan für die Luftseerettung unter der Kennzeichnung OA-15 Verwendung fand. Nach der Niederlage Japans im September 1945 zogen Armee und Marine jedoch ihre Aufträge zurück. Die OA-15 Seabee war das vorletzte USAAF Flugzeug, das die Kennzeichnung „OA“ (für observation, amphibian) erhielt.

## Produktion
Am 22. November 1945 verließ der Prototyp RC-3 Seabee (NX87451) die Produktion der Republic Aviation Company in Farmingdale, New York, und absolvierte am 1. Dezember seinen Erstflug, wieder mit Spencer als Testpilot. Am 27. Dezember 1945 kaufte Republic luftgekühlte Motoren des Herstellers des Franklin Aircraft für die Serienversion der RC-3 Seabee.
Im März 1946 startete die Produktion der RC-3 Seabee (NC87457, früher NX87457), und am 25. Juli 1946 wurde die erste Seabee (NC87463, Produktions-Nr. 13) an J.G. Rankin der Rankin Luftfahrt-Industries aus Tulare, Kalifornien, geliefert. In den späten 1940er Jahren hofften die Flugzeugbauer, dass ehemalige Militärpiloten das Zivilflugzeug als Sportmaschine nutzen würden. Dieses trat nie in dem Umfang ein, den die Firmen sich vorstellten, da die meisten heimkehrenden Kriegpiloten die Fliegerei aufgaben. Infolgedessen verschwanden viele kleine Sportmaschinenhersteller nach den Kriegsjahren vom Markt.
Am 4. Oktober 1947 verkündete die Republic Aviation Company, dass sie die Produktion der RC-3 Seabee für den zivilen Markt einstellt. Präsident Mundy I. Peale der Firma Republic gab dazu an: „Da die Produktionsanlagen der Firma Republic zur Herstellung anderer Flugzeugtypen benötigt werden, hat die Firma entschieden, die Produktion der Seabee einzustellen.“ Tatsächlich waren die Verkäufe der Seabee bis zum Sommer 1947 fast vollständig stagniert und die Produktion seit Juni 1947 in Hoffnung auf weitere Verkäufe vorläufig nur gestoppt worden. Bis zum Ende der Produktion sollten beachtliche 1060 Seabees gebaut werden.
Obwohl dies weit von den erhofften 5000 Seabees pro Jahr entfernt war, stellte es doch – verglichen mit den Stückzahlen anderer Sportmaschinenhersteller – eine bedeutende Anzahl von Flugzeugen dar. Das lag zu großen Teilen am geringen Preis der Seabee. Nur Piper mit ihrer preiswerten, langlebigen Cub und Supercub, die Bonanza von Beech und Cessnas frühe 140er und 150er Modelle verkauften sich besser als die Seabee. Während der Produktion jedoch stieg der Preis der Seabee von seinen ursprünglichen $3.500 bis auf $4.495 im Juli 1946 und erreichte im November 1946 sogar $6.000. Das sorgte für einen nachlassenden Absatz der viersitzigen Ganzmetallamphibie. Der Markt für Zivilflugzeuge war überschätzt worden; Republic sollte seine letzte neue Seabee 1948 verkaufen. Man konzentrierte daher seine Aufmerksamkeit zurück auf den militärischen Markt und entwickelte den sehr erfolgreichen Republic F-84 Thunderjet, der auf den ehemaligen Produktionsstraßen der Seabee produziert wurde.

## Betrieb

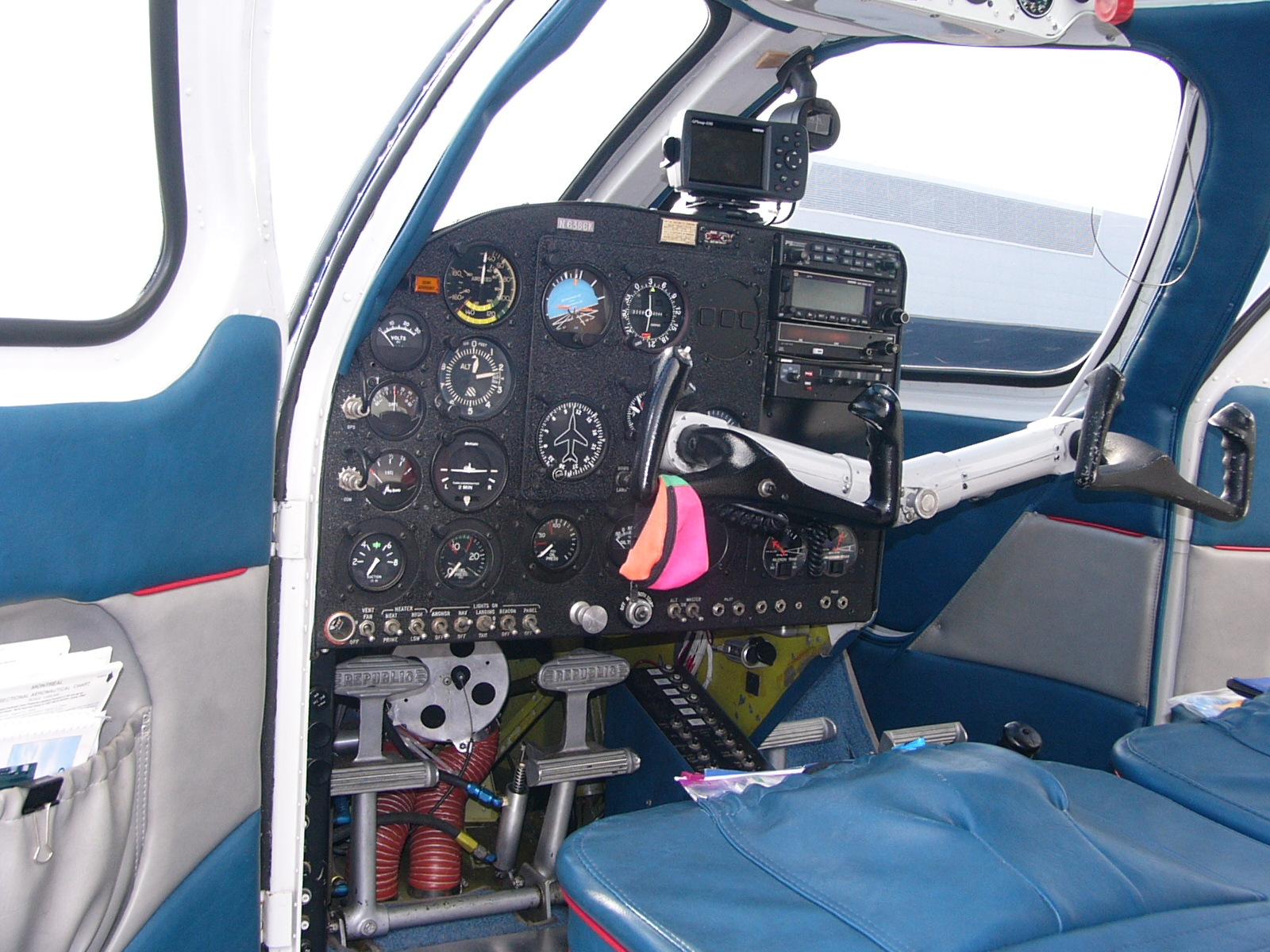
Cockpit

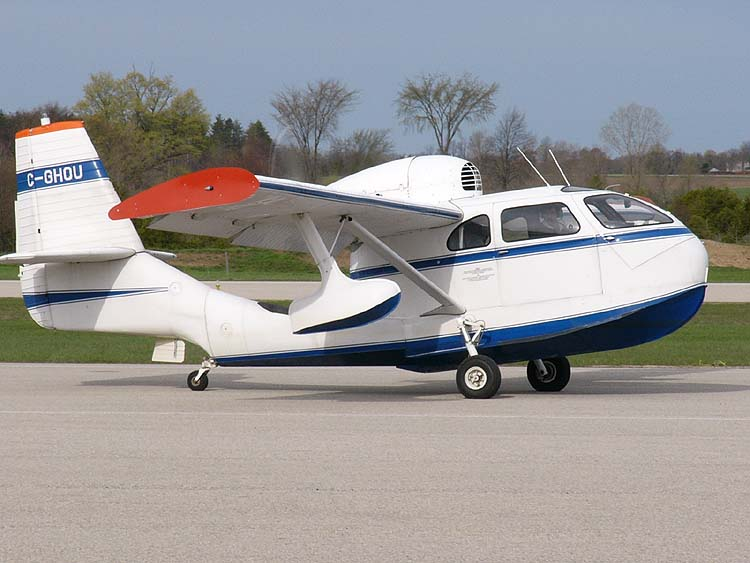
Republic RC-3 Seabee

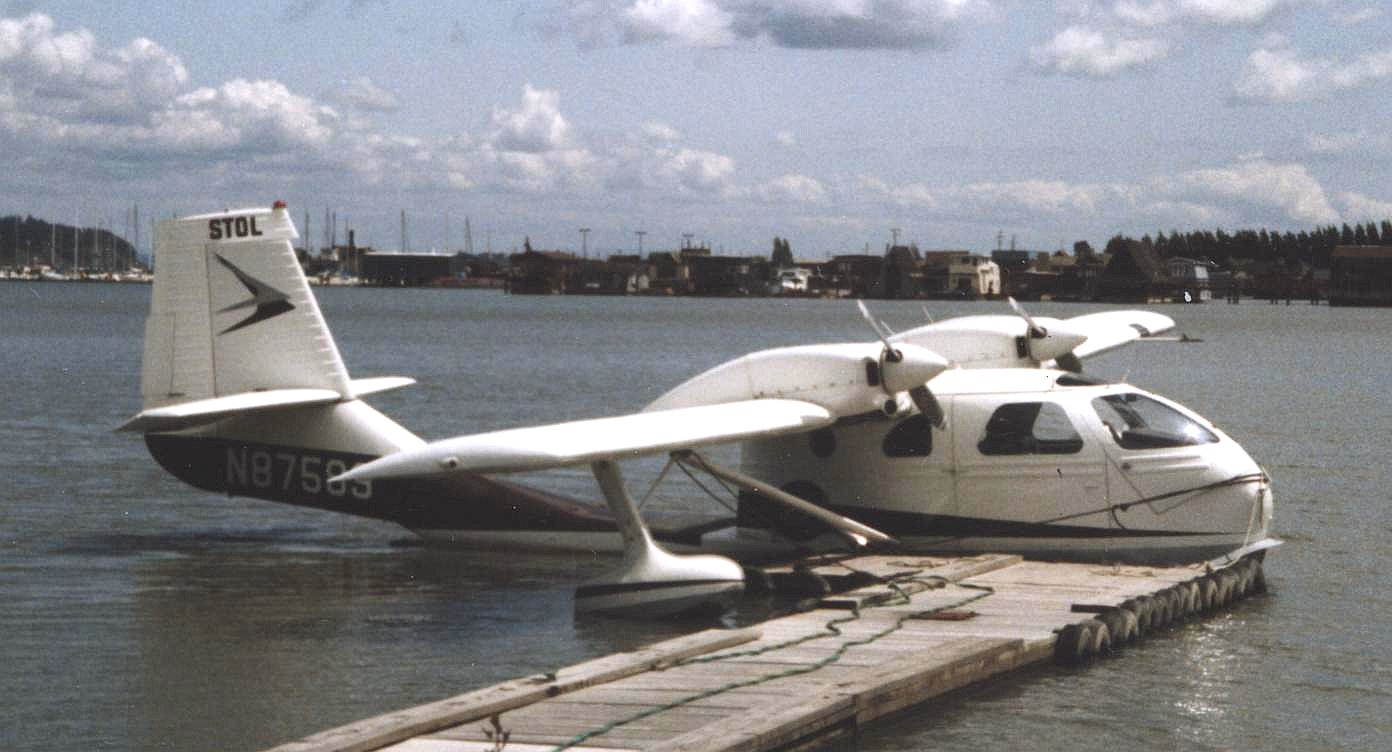
Twin Bee

Die Seabee wurde in den USA und in Kanada sehr populär. Sie entsprach ideal den Anforderungen für den Betrieb in Ländern mit langen Küstenlinien, vielen Inseln, Seen und Wildnis. Vor Produktionsende waren 108 Seabees nach Argentinien, Brasilien, Chile, England, Frankreich, Israel, Indien, Mexiko, Norwegen, Schweden und Uruguay exportiert worden, und Außenstellen wurden in Brasilien, Kuba, Panama, Kolumbien, Mexiko, Uruguay, Peru, Venezuela, Chile, Argentinien, Fidschi, Neu-Kaledonien, Südafrika, England, Norwegen und Schweden errichtet.
In den späten 1940er und während der 1950er Jahre war die Seabee eines der populärsten Krankentransport- und Buschflugzeuge in Kanada, Norwegen, Schweden sowie die USA. Viele lebensrettende Missionen wurden von Seabee-Piloten geflogen, die Schwerverletzte von entlegenen Inseln und aus tiefer Wildnis retteten, sowie mit unmöglichen Starts und Landungen auf kleinen Seen Versorgungsmaterialien an Jäger und Trapper lieferten. Zu Filmehren gelangte eine Seabee 1974 in dem James-Bond-Thriller Der Mann mit dem goldenen Colt.
2006 sind weltweit noch über 250 Seabees registriert, eine Zahl, die sich jährlich erhöht, da neue Flugzeuge aus Teilen von Wracks zusammengebaut werden. Einige Seabees sind noch kommerziell als Buschflugzeuge und Lufttaxis im Einsatz. In der Geschichte der Luftfahrt haben nur wenige Flugzeuge längere oder erfolgreichere Karrieren vorzuweisen als die Seabee.

## Modifikationen
Heute werden modernisierte und restaurierte Varianten der Seabee meist mit moderneren Motoren (Lycoming, Corvette, Robinson) und Bauteilen aus kohlenstofffaserverstärktem Kunststoff ausgestattet. Auch die Instrumentierung ist oft auf dem neuesten Stand der Technik.
In den Jahren 1965–1988 wurden 23 Seabees in eine zweimotorige STOL-Variante umgewandelt, die als STOL Aircraft Corporation UC-1 Twin Bee mit zwei in die Tragflächen integrierten Zweiblatt-Zugpropellern (2× Lycoming mit je 180 PS) ausgestattet ist. Sie hat einen gegenüber der RC-3 um 90 cm gestreckten Rumpf, 1,80 m zusätzliche Spannweite und kann insgesamt 5 Personen aufnehmen. Der zusätzliche Schub erhöht die Leistung des Flugzeugs in Sachen Beschleunigung, Steigrate, Geschwindigkeit und Kapazität.
Des Weiteren existieren Modifikationen und Nachbauten, die auf der Konstruktion der Seabee beruhen oder auffallend ähnlich sind:
- Icon A5 (2008)
- Wet Aero Mermaid (2006)
- Quickkit Glass Goose (1982)
- Trident TR-1 Trigull (1973)
- Spencer-Anderson S-12 (1970)
- SIAI-Marchetti FN.333 Riviera (1962)
- International Duckling (1946)
- Grumman Tadpole (1944)
- Spencer S-12 (1941)